# 迪克西 (愛達荷州愛達荷縣)
迪克西（英語：Dixie）是位於美國愛達荷州愛達荷縣的一個非建制地區。該地的面積和人口皆未知。

## 地理
迪克西的座標為45°33′15″N 115°27′40″W / 45.55417°N 115.46111°W，而該地的平均海拔高度為1710米（即5620英尺）。